# Mordella tetraspilota
Mordella tetraspilota es una especie de coleóptero de la familia Mordellidae.

## Distribución geográfica
Habita en México.